# چورکین (آستراخان)
چورکین (به لاتین: Churkin) یک منطقهٔ مسکونی در روسیه است که در استان آستراخان واقع شده‌است.